# گرت گرانت
گرت گرانت (انگلیسی: Gareth Grant؛ زادهٔ ۶ سپتامبر ۱۹۸۰) بازیکن فوتبال اهل بریتانیا است.
از باشگاه‌هایی که در آن بازی کرده‌است می‌توان به باشگاه فوتبال فارسلی سلتیک، باشگاه فوتبال بولتون واندررز، باشگاه فوتبال اوست تاون، باشگاه فوتبال لینکولن سیتی، باشگاه فوتبال گینزبورو ترینیتی، باشگاه فوتبال برادفورد سیتی، باشگاه فوتبال هروگیت تاون، و باشگاه فوتبال درویلزدن اشاره کرد.